# Апостолы (дворянский род)

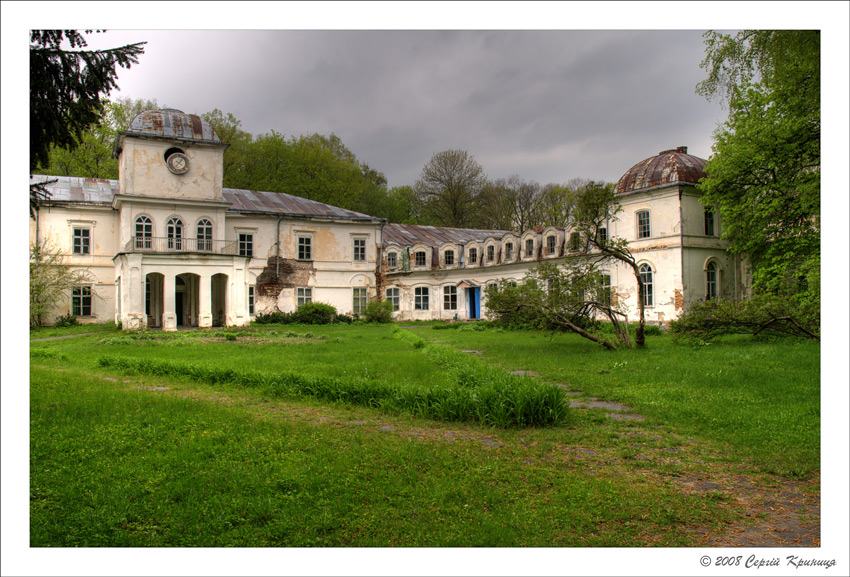
Хомутец, усадьба Апостолов, а позднее и Муравьёвых-Апостолов

Апо́столы — знатный молдавский, впоследствии малороссийский казацкий дворянский род, внесённый в Малороссийский гербовник и угасший (1816).

## История рода
Павел Апостол, из валахских бояр, поселился в Гетманщине при гетмане Богдане Хмельницком. Служил полковником миргородским, († 1678). Его сын, Апостол, Даниил Павлович (1654—1734) — гетман Войска Запорожского (1727—1734). Потомки его занимали разные должности в Малороссии. Последним генеральным хорунжим был его внук Данило Петрович Апостол († 1762).
Одна из сестер Данилы Петровича была замужем за генерал-майором Матвеем Артамоновичем Муравьёвым, сыну которого, Ивану Матвеевичу, император Александр I дозволил именоваться Муравьёвым-Апостолом. С кончиной сына Данилы Петровича, Михаила, умершего холостым, род Апостолов в мужской линии пресёкся.

## Описание герба
В поле лазоревом, усыпанном золотыми звёздами и в оконечности означенным кавалерским крестом, щиток, в красном поле которого серебряный дважды перекрещённый и вниз раздвоенный крест (ср. герб Юньчик).